# Eleição para governador de Wyoming em 2010
A eleição para governador do estado americano do Wyoming em 2010 aconteceu em uma terça-feira 2 de novembro de 2010 para eleger o governador do Wyoming, que cumprirá um mandato de quatro anos,começando em janeiro de 2011. As Pimárias foram realizadas em 17 de agosto de 2010.
O governador democrata Dave Freudenthal não é candidato a reeleição. Mesmo antes do anunciou de que Freudenthal não iria concorreria à reeleição,o senador estadual Mike Massie começou a campanha informalmente, em preparação para aprimária democrata.Também eram candidatos:Paul Hickey,Larry Clapp,Leslie Petersen,Pete Gosar,Al Hamburg,Rex Wilde e Chris Zachary.

## Resultados

Selo de Wyoming

| Primária Democrata | Primária Democrata | Primária Democrata | Primária Democrata | Primária Democrata | Primária Democrata |
| Partido            | Candidato          | Votos              | %                  |                    |                    |
| Democrata          | Leslie Petersen    | 10.785             | 47,2%              |                    |                    |
| Democrata          | Pete Gosar         | 8.409              | 36,8%              |                    |                    |
| Democrata          | Chris Zachary      | 1.139              | 5,0%               |                    |                    |
| Democrata          | Al Hamburg         | 1.092              | 4,8%               |                    |                    |
| Democrata          | Rex Wilde          | 1.042              | 4,6%               |                    |                    |
| Democrata          | Brancos            | 384                | 1,7%               |                    |                    |
| ------------------ | ------------------ | ------------------ | ------------------ | ------------------ | ------------------ |

| Primária Republicana | Primária Republicana | Primária Republicana | Primária Republicana | Primária Republicana | Primária Republicana |
| Partido              | Candidato            | Votos                | %                    |                      |                      |
| Republicano          | Matt Mead            | 30.308               | 28,7%                |                      |                      |
| Republicano          | Rita Meyer           | 29.605               | 28,0%                |                      |                      |
| Republicano          | Ron Micheli          | 27.630               | 26,1%                |                      |                      |
| Republicano          | Colin Simpson        | 16.722               | 15,8%                |                      |                      |
| Republicano          | Alan Kousoulos       | 566                  | 0,5%                 |                      |                      |
| Republicano          | Tom Ubben            | 432                  | 0.4%                 |                      |                      |
| Republicano          | John Self            | 295                  | 0.3%                 |                      |                      |
| Republicano          | Brancos              | 202                  | 0.2%                 |                      |                      |
| -------------------- | -------------------- | -------------------- | -------------------- | -------------------- | -------------------- |